# Малък маслинов присмехулник
Малкият маслинов присмехулник (Iduna pallida), също блед присмехулник, е птица от семейство Шаварчеви (Acrocephalidae). Среща се и в България.

## Физически характеристики
Малкият маслинов присмехулник достига 12 – 13 cm. Оперението му е сиво-кафяво, а долната част на клюна е жълта.

## Начин на живот и хранене
Храни се с дребни насекоми.

## Размножаване
Снася 2 – 3 яйца.